# NGC 2416
NGC 2416 est une galaxie spirale située dans la constellation du Petit Chien. NGC 2416 a été découverte par l'astronome allemand Albert Marth en 1865.

## Caractéristiques
Sa vitesse par rapport au fond diffus cosmologique est de 5 318 ± 14 km/s, ce qui correspond à une distance de Hubble de 78,4 ± 5,5 Mpc (∼256 millions d'al).
À ce jour, trois mesures non basées sur le décalage vers le rouge (redshift) donnent une distance de 57,333 ± 2,779 Mpc (∼187 millions d'al), ce qui est à l'extérieur des valeurs de la distance de Hubble. Notons que c'est avec la valeur moyenne des mesures indépendantes, lorsqu'elles existent, que la base de données NASA/IPAC calcule le diamètre d'une galaxie et qu'en conséquence le diamètre de NGC 2416 pourrait être d'environ 25,1 kpc (∼81 900 al) si on utilisait la distance de Hubble pour le calculer.
La classe de luminosité de NGC 2416 est III-IV et elle présente une large raie HI.